# Av rikedom och världslig fröjd
Av rikedom och världslig fröjd är en kristen psalm. Texten är skriven av Johan Olof Wallin.

## Publicerad i
- Den svenska psalmboken 1819, som nummer 279 under rubriken "Kristligt sinne och förhållande - I allmänhet: Förhållandet till oss själva och nästan: Försakelse, flit och förnöjsamt sinnelag".[1]